# Jordbruk i Oman

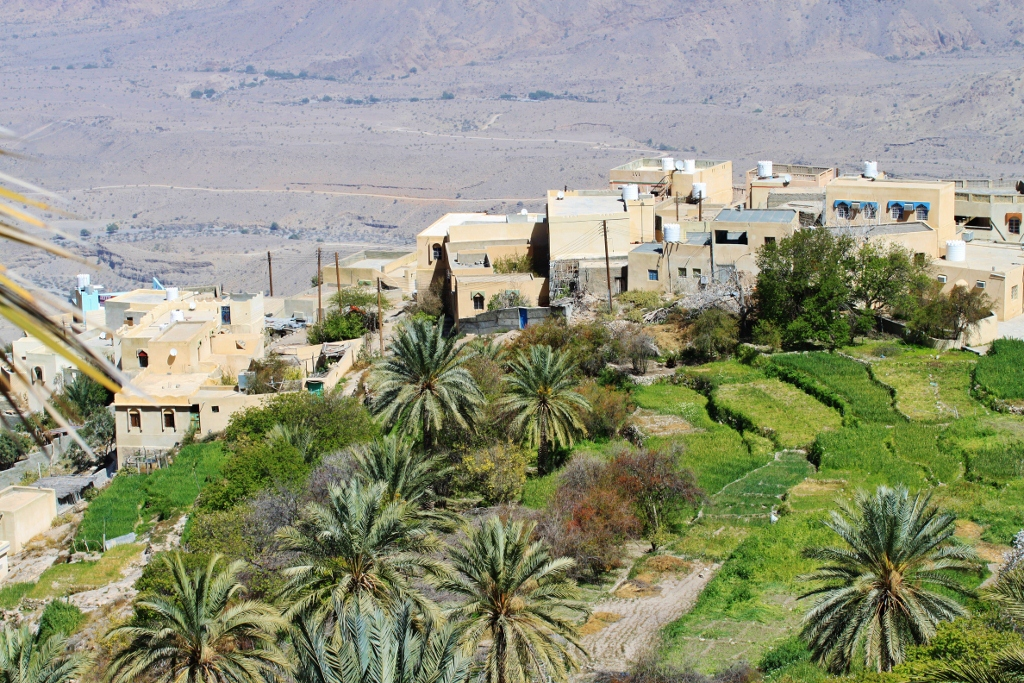
Odlingar i Oman.

Jordbruk och fiske för självhushållning bidrar till en stor del av befolkningens försörjning i sultanatet Oman. Förutsättningarna för jordbruk är dock svåra. Bara cirka fem procent av landytan är lämpad för jordbruk, varav huvuddelen främst används till boskapsskötsel. Grönsaker och frukt, framför allt dadlar, liksom fisk och skaldjur har också viss betydelse som exportprodukter.
Jordbrukssektorn är en av de viktigaste produktiva sektorerna i sultanatet. De viktigaste jordbruksgrödorna i Oman är dadelpalmer, kokospalmer, citronträd, mango, bananer, vete och olibanum. Jordbrukssektorn producerar det mesta av Omans matbehov och bidrar med den näst största andelen av Omans export efter oljeexporten.

## Odlingsbar mark

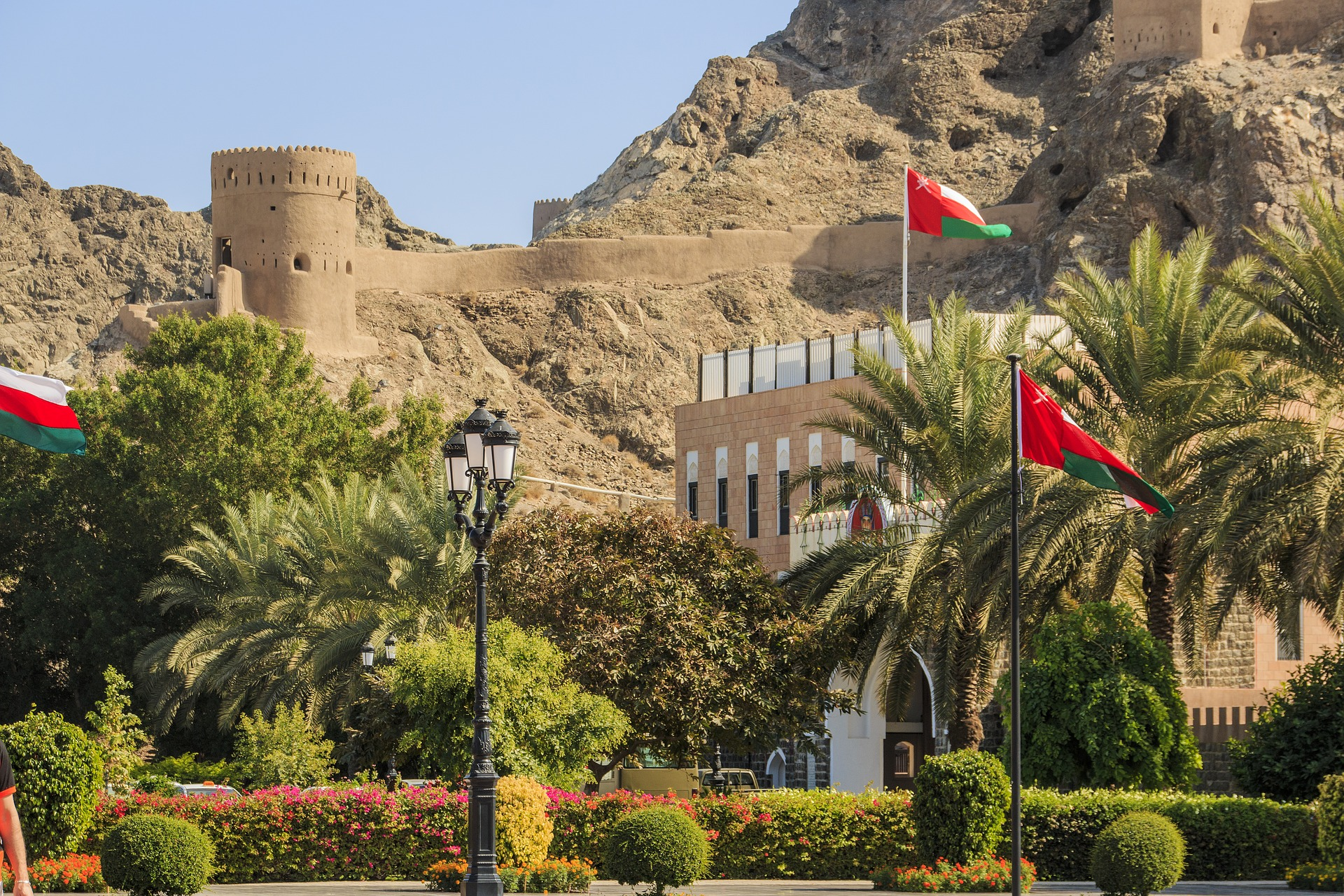

Endast 15% av sultanatets mark är odlingsbar och endast hälften av den utnyttjas, 61 500 hektar. Jordbruket är koncentrerad främst till slätten Batinah och Dhofarprovinsen samt till andra oaser och dalar.

## De viktigaste jordbruksprodukterna

### Fruktträd
Fruktträd ensam upptar ett område på 1,2 miljoner feddan (47 000 hektar), varav 21 000 hektar planteras med palmer. Åtta miljoner palmer producerar årligen 200 000 ton dadlar, av vilka vissa exporteras utomlands.

### Grönsaker
Grönsaksodlingen är spridd över ett område på 7 000 hektar på sommaren och vintern, och täcker nästan hela behovet för den inhemska hushållskonsumtionen.

### Blålusern
Odling av blålusern till foder täcker också 7 000 hektar, men inte tillräckligt för det växande antalet boskap.

## Palmsektor

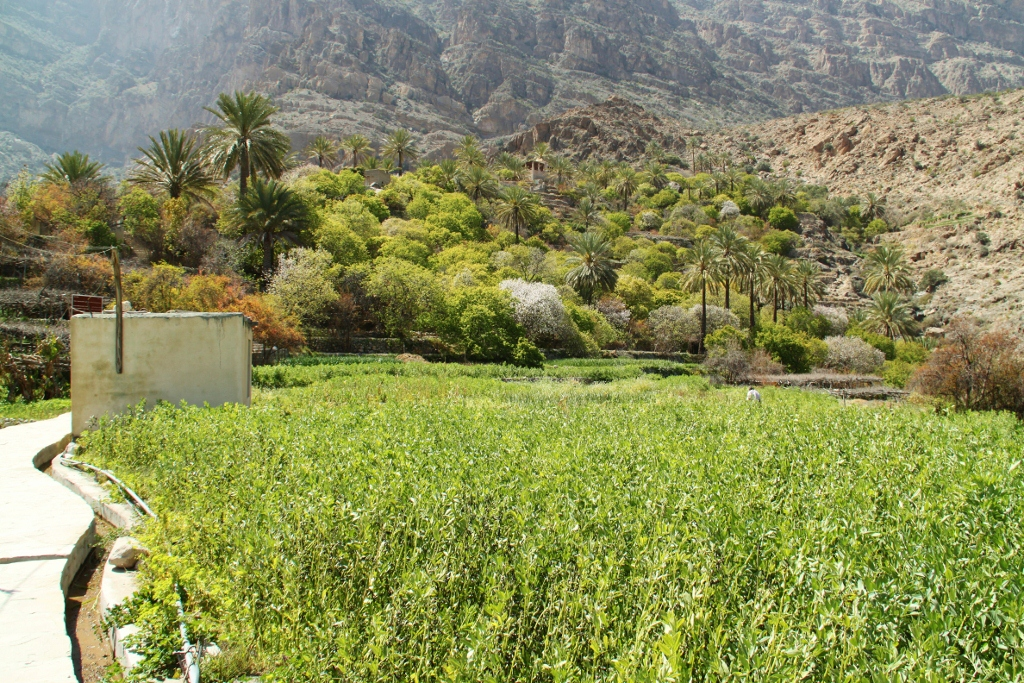
Dadelpalm är en av de viktigaste odlade växterna i Oman, liksom grönsaker, frukt och foder.

Palmsektorn i sultanatet är den viktigaste odlingsverksamheten och är störst när det gäller odlad areal. Den står för ca 57% av den totala odlade arealen och 83% av den totala arealen av fruktträd. Merparten av sultanatets mark ligger i "palmbältet", där klimatet kännetecknas av en lång sommar med hög temperatur och mild till varm vinter med lite regn, vilket gör det möjligt att odla palmer i norr och i Dhofarprovinsen.

### Aflaj

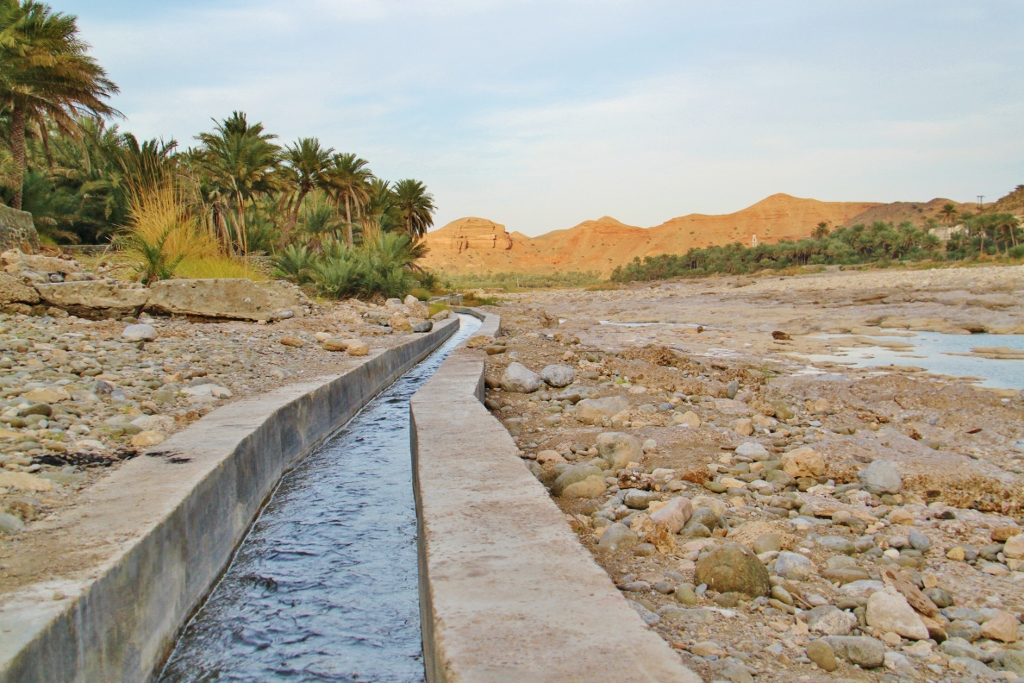
Aflaj är ett av de äldsta bevattningssystemen i Oman och på Arabiska halvön.

Palmodlingen i Oman möjliggörs genom de bevattningsmetoder som används. Ett viktigt bevattningssystem kallas aflaj.
Detta system har sedan antiken använts i Oman. Aflaj är en vattenkanal som från en källa med högt läge leder vattnet till odlingsbart land. Detta system används också i vissa omgivande områden som UAE och Saudiarabien. Unescos världsarvskommitté har listat fem aflaj på sin världsarvslista.
Undersökningar av vilken bevattningsmetod som används har visat att 47% av jordbruksföretagen är baserade på bevattning från brunnar, 38% av jordbruksföretagen bevattnas från aflaj och 15% av företagen använder mer än en bevattningskälla.

### Olika sorters dadlar
Det finns mer än 200 sorters dadlar i sultanatets regioner. Stora kvantiteter konsumeras i torra och våta faser. En omanier konsumerar ca 60 kg dadlar per år. Varje år exporteras 5000 ton dadlar av sorterna Mabsali, Fared, Khesab och Madloki. Dadlarna förekommer i olika former och i olika mognadsstadier, förpackade i kartong eller plast samt i förpackningar gjorda av palmfransar.